# Mała Fatra Luczańska

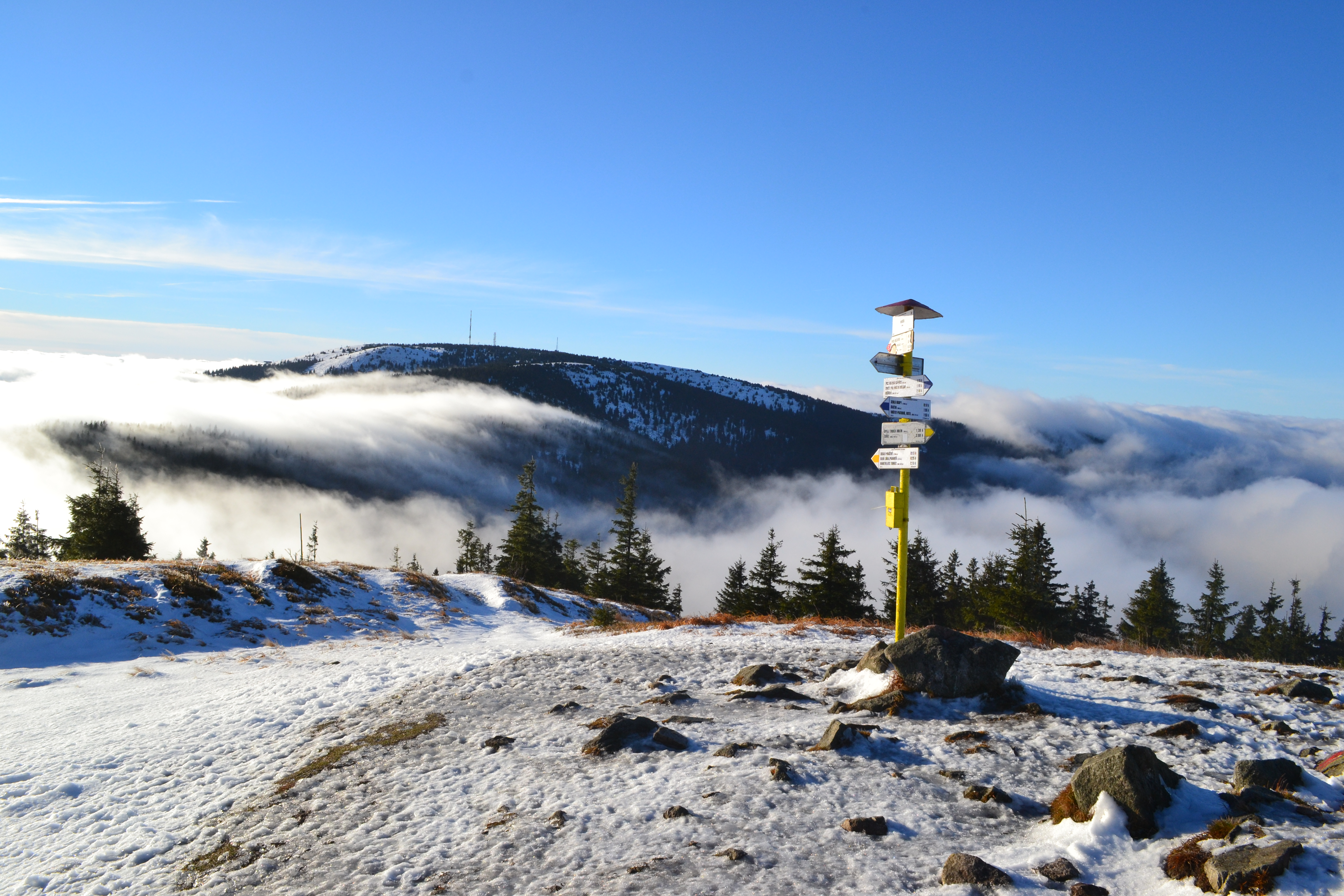
Szczyt Minčola w zimie, w głębi Martinské hole

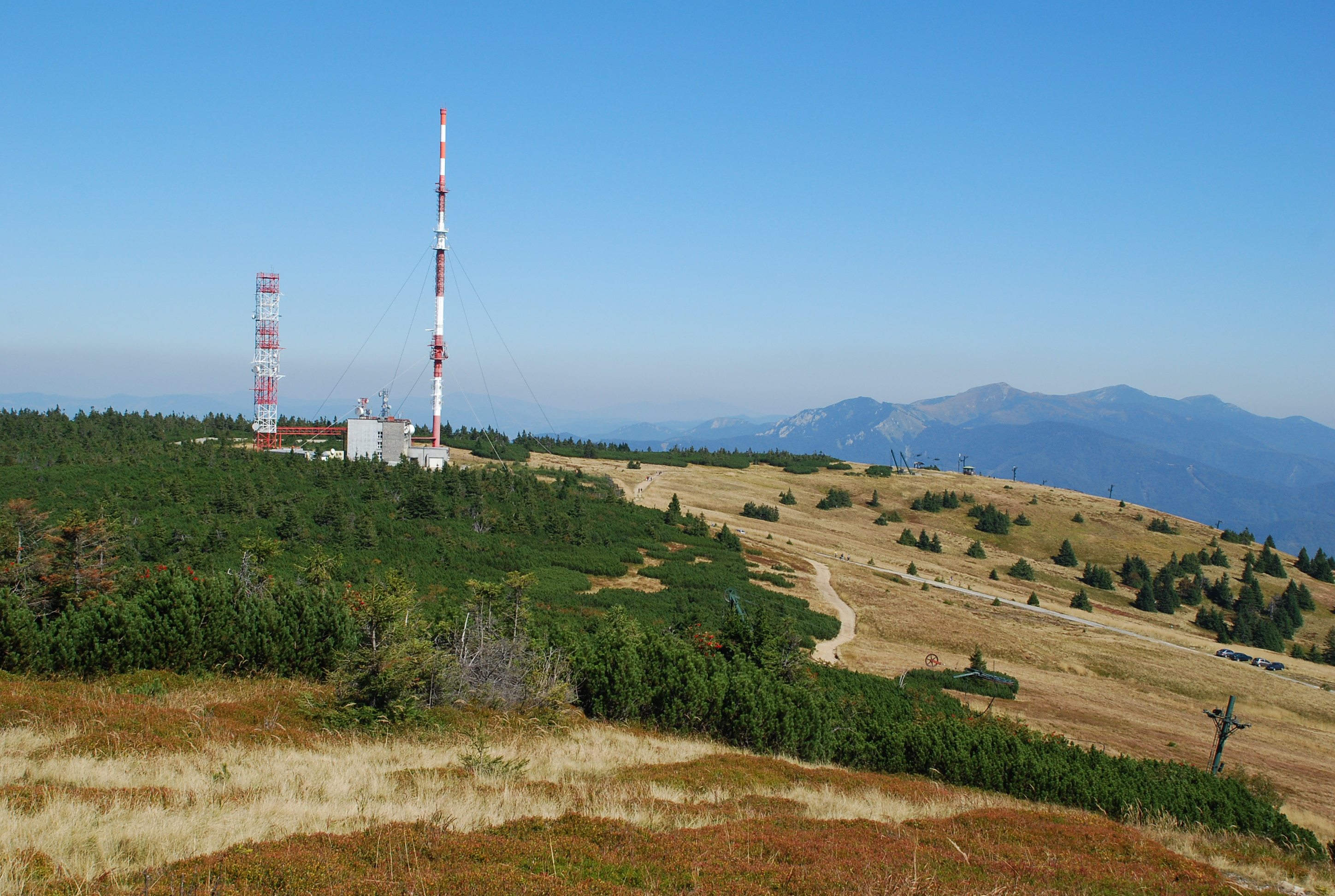
Martinské hole, nadajnik Krížava. W głębi Mała Fatra Krywańska.

Mała Fatra Luczańska (lub Luczańska Fatra; słow. Lúčanská Fatra) – południowo-zachodnia część pasma górskiego Mała Fatra na Słowacji. Głęboki przełom rzeki Wag, z tzw. Streczniańskim Przesmykiem, oddziela ją od północno-wschodniej części pasma, położonej po orograficznie prawej stronie Wagu, zwanej Krywańską Małą Fatrą.

## Topografia
Nazwa tej części pasma małofatrzańskiego pochodzi od nazwy jej najwyższego szczytu – Veľká lúka (1476 m n.p.m.), co w języku polskim znaczy „Wielka Łąka”.
Granice Małej Fatry Luczańskiej tworzą:
- od północy – rzeka Wag na odcinku od Vrútek po Żylinę;
- od zachodu – rzeka Rajčianka od ujścia jej dopływu spod Przełęczy Faczkowskiej po ujście do Wagu w Żylinie (a ściśle: wschodni skraj wydłużonej Kotliny Żylińskiej, którą spływa Rajčianka);
- od południa – Przełęcz Faczkowska, spływający spod niej źródłowy tok Nitry i jej lewobrzeżny dopływ Tmavá, Vrícke sedlo oraz dolina Vrícy (Kláštorská dolina) po jej ujście do Turca;
- od wschodu rzeka Turiec (a ściśle: zachodni skraj Kotliny Turczańskiej, którą spływa Turiec).

Główny grzbiet Luczańskiej Małej Fatry biegnie generalnie w linii północny wschód – południowy zachód. Od Domaszyńskiego Meandru wspina się on przez Rakytie (741 m), Grúň (1100 m) i Úplaz (1301 m) na Minčol (1364 m), skąd przez Krížavę (1457 m) osiąga najwyższy szczyt tej grupy o nazwie Veľká lúka. Dalej biegnie przez szczyty Veterné (1442 m), Horná lúka (1299 m) na Sedlo Maríková (990 m). Następnie wznosi się na Hnilicką Kiczerę (1218 m), skąd opada na Sedlo pod Hnilickou Kýčerou (1031 m) i poprzez Úplaz (1085 m) osiąga Sedlo pod Úplazom (988 m). Dalej przez szczyt Skalky (1191 m) schodzi na Vrícke sedlo (950 m), by wkrótce wspiąć się na Kľak (1351 m). Z Kľaku schodzi przez Reváňske sedlo (1184 m) na Reváň (1204 m), gdzie rozdziela się na dwie odnogi. Jedna schodzi na zachód na Przełęcz Faczkowską, za którą ciągną się już Góry Strażowskie. Druga przez Holice (980 m) opada na Vrícke sedlo (686 m), za którym leży już masyw Sokola należący do Żaru.
Luczańska część Małej Fatry jest nieco większa od części krywańskiej, lecz też wyraźnie (średnio o ok. 200–300 m) od niej niższa. Charakteryzuje się budową pasmową: od centralnie biegnącego grzbietu głównego odchodzą równomiernie w obu kierunkach długie grzbiety boczne, rozdzielane głębokimi, dobrze wykształconymi dolinami.

## Turystyka
Luczańska część Małej Fatry posiada dość gęstą i równomiernie rozmieszczoną sieć znakowanych szlaków turystycznych. Grzbietem głównym na całej jego długości (od Strečna po szczyt Kľaku) biegnie magistralny szlak czerwony, do którego doprowadza szereg szlaków z Kotliny Żylińskiej oraz Kotliny Turczańskiej. Słabe jest natomiast zagospodarowanie turystyczne w zakresie bazy noclegowej: poza rejonem Martińskich Hal wzdłuż grzbietu głównego nie ma ani jednego obiektu noclegowego.